# Cruz Bustamante

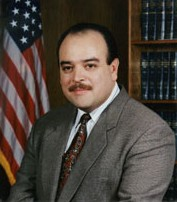
Cruz Bustamante (2005)

Cruz Miguel Bustamante (* 4. Januar 1953 in Dinuba, Kalifornien) ist ein US-amerikanischer Politiker der Demokratischen Partei. Zwischen 1999 und 2007 war er Vizegouverneur des Bundesstaates Kalifornien.

## Werdegang
Cruz Bustamante besuchte die Tranquility High School. Zwischenzeitlich arbeitete er auf den Feldern bei San Joaquin. Danach absolvierte er das Fresno City College und die California State University in Fresno. Später schlug er als Mitglied der Demokratischen Partei eine politische Laufbahn ein. Zwischen 1993 und 1998 saß er in der California State Assembly, deren Vorsitzender er in den Jahren 1997 und 1998 war. In den Jahren 1996 und 2000 nahm er als Delegierter an den Democratic National Conventions teil, auf denen Präsident Bill Clinton und später Al Gore als Präsidentschaftskandidaten nominiert wurden.
1998 wurde Bustamante an der Seite von Gray Davis zum Vizegouverneur von Kalifornien gewählt. Dieses Amt bekleidete er nach einer Wiederwahl zwischen 1999 und 2007. Dabei war er Stellvertreter des Gouverneurs und Vorsitzender des Staatssenats. Seit 2003 diente er unter dem neuen Gouverneur Arnold Schwarzenegger; zuvor war er bei der Recall-Wahl, die zur Ablösung von Gray Davis führte, als demokratischer Kandidat dem Republikaner Schwarzenegger deutlich unterlegen gewesen. Er vereinte nur 31 Prozent der Stimmen auf sich, Schwarzenegger 48 Prozent, während der Rest auf Drittkandidaten entfiel.
Im Jahr 2006 bewarb sich Bustamante erfolglos um das Amt des Versicherungsbeauftragten der kalifornischen Staatsregierung (California Insurance Commissioner). 2012 wurde angenommen, Bustamante könnte für das US-Repräsentantenhaus kandidieren. Er hat aber schließlich auf diese Kandidatur verzichtet.